# Álvaro Ormeño
Álvaro Andrés Ormeño Salazar (Santiago, 4 aprile 1979) è un ex calciatore cileno, di ruolo difensore.